# Роберт Мерфі
Роберт Патрік Мерфі (англ. Robert Patrick Murphy; нар. 23 травня 1976) — американський економіст. Мерфі є доцентом Інституту вільного ринку Техаського технічного університету. Він був пов'язаний з Laffer Associates, Тихоокеанським науково-дослідним інститутом, Інститутом енергетичних досліджень (IER), Незалежним інститутом, Інститутом Людвіга фон Мізеса та Інститутом Фрейзера.

## Освіта
Мерфі здобув ступінь бакалавра економіки в коледжі Гіллсдейл у 1998 році та ступінь доктора філософії. в економіці в Нью-Йоркському університеті в 2003 році.

## Кар'єра
Мерфі є доцентом Інституту вільного ринку Техаського технічного університету.  Він був запрошеним асистентом професора в Хіллсдейльському коледжі та запрошеним науковцем в Нью-Йоркському університеті. Мерфі є президентом Consulting By RPM. У вересні 2021 року Мерфі посів 11-ту позицію в рейтингу найвпливовіших людей в економіці  за версією Academic Influence, яка використовує «штучний інтелект для вимірювання впливу науковців та установ». Мерфі написав такі книги, як «Вибір: Співпраця, підприємництво та людські дії» (Незалежний інститут, 2015), «Первинний рецепт» з доктором медицини Дагом Макгаффом про охорону здоров'я в США, та «Уроки для молодого економіста» (Інститут Мізеса, 2010). Він написав навчальні посібники до праць Людвіга фон Мізеса та Мюррея Ротбарда. Мерфі є автором книги «Політично некоректний путівник по капіталізму», що вийшла у світ у 2007 році. Книга Мерфі «Політично некоректний путівник по Великій депресії та Новому курсу», опублікована в 2009 році, покладає відповідальність за депресію на політику уряду.
Крім того, Мерфі писав для The Washington Times, Forbes і Barron's Magazine. Роботи Мерфі також публікувалися в Американському журналі економіки та соціології, The Review of Austrian Economics, Quarterly Journal of Austrian Economics і Journal of Private Enterprise.
Мерфі був 14-м найвпливовішим економістом в 2021 році за версією Academic Influence.